# Beth Anders
Beth Anders, född 13 november 1951 i Norristown i Pennsylvania, är en amerikansk landhockeyspelare.
Anders tog OS-brons i damernas landhockeyturnering i samband med de olympiska landhockeytävlingarna 1984 i Los Angeles.